# Distretto di Hermel
Il distretto di Hermel  (in arabo قضاء الهرمل ‎?) è un distretto del Libano, che fa parte del governatorato di Baalbek-Hermel. Il capoluogo del distretto è Hermel.